# Comedian Harmonists/Diskografie
Diese Diskografie ist eine Übersicht über die musikalischen Werke des deutschen Vokalensembles Comedian Harmonists und ihrer Pseudonyme bzw. Nachfolgegruppierungen wie Comedy Harmonists und Meistersextett.

## Alben

### Kompilationen (Auswahl)
| Jahr | Titel Musiklabel Katalog-Nr.                                                                                         | Höchstplatzierung, Gesamtwochen, AuszeichnungChartplatzierungen (Jahr, Titel, Musiklabel Katalog-Nr., Platzierungen, Wochen, Auszeichnungen, Anmerkungen) | Höchstplatzierung, Gesamtwochen, AuszeichnungChartplatzierungen (Jahr, Titel, Musiklabel Katalog-Nr., Platzierungen, Wochen, Auszeichnungen, Anmerkungen) | Höchstplatzierung, Gesamtwochen, AuszeichnungChartplatzierungen (Jahr, Titel, Musiklabel Katalog-Nr., Platzierungen, Wochen, Auszeichnungen, Anmerkungen) | Anmerkungen                                      |
| Jahr | Titel Musiklabel Katalog-Nr.                                                                                         | DE | AT | CH | Anmerkungen                                      |
| ---- | --- | --- | --- | --- | ------------------------------------------------ |
| 1971 | Comedian Harmonists Amiga 8 45 089                                                                                   | — | — | — | Erstveröffentlichung: 1971                       |
| 1975 | Comedian Harmonists Odeon 1C 148-31 094/95 M                                                                         | — | — | — | Erstveröffentlichung: 1975                       |
| 1975 | Comedian Harmonists II Odeon 1 C 148-31 468/69 M                                                                     | — | — | — | Erstveröffentlichung: 1975                       |
| 1977 | 50 Jahre Die Comedian Harmonists Story Odeon 1C 148-32 973/74 M                                                      | — | — | — | Erstveröffentlichung: 1977                       |
| 1990 | Liebling, mein Herz läßt dich grüßen Electrola CDP 520 7 90518 2                                                     | — | — | — | Erstveröffentlichung: 22. März 1990              |
| 1991 | Comedian Harmonists (Folge 1) Euro Trend 157681                                                                      | — | — | — | Erstveröffentlichung: 1991                       |
| 1993 | The Comedian Harmonists Flapper PAST CD 7000                                                                         | — | — | — | Erstveröffentlichung: 1993                       |
| 1994 | Die großen Erfolge 1 Electrola 8292242                                                                               | — | — | — | Erstveröffentlichung: 26. Mai 1994               |
| 1994 | Die Großen Erfolge 2 Electrola 8292252                                                                               | — | — | — | Erstveröffentlichung: 26. Mai 1994               |
| 1994 | Die Großen Erfolge 3 Electrola 8292262                                                                               | — | — | — | Erstveröffentlichung: 26. Mai 1994               |
| 1994 | Die Großen Erfolge 4 Electrola 8292272                                                                               | — | — | — | Erstveröffentlichung: 26. Mai 1994               |
| 1995 | Golden Stars Nostalgie Sonocord 33 696 6                                                                             | — | — | — | Erstveröffentlichung: 1995                       |
| 1996 | Die Großen Erfolge 5 Electrola 37835 2                                                                               | — | — | — | Erstveröffentlichung: 4. Juli 1996               |
| 1996 | Unvergeßliche Schlagererfolge Disky US 865612                                                                        | — | — | — | Erstveröffentlichung: 1. Oktober 1996            |
| 1996 | Auf Wiederseh’n Living Era CD AJA 5204                                                                               | — | — | — | Erstveröffentlichung: 1996 als Comedy Harmonists |
| 1996 | Les Comedian Harmonists chantent en français EPM Musique 983782                                                      | — | — | — | Erstveröffentlichung: 1996                       |
| 1997 | Mein Kleiner Grüner Kaktus Laserlight 16142                                                                          | — | — | — | Erstveröffentlichung: 4. März 1997               |
| 1997 | Die Legende lebt Ceraton CT 8002                                                                                     | — | — | — | Erstveröffentlichung: 27. November 1997          |
| 1997 | Veronika, der Lenz ist da: Ihre großen Erfolge PD 2004-2                                                             | — | — | — | Erstveröffentlichung: 1997                       |
| 1997 | The World of Comedian Harmonists ZYX 11117-2                                                                         | — | — | — | Erstveröffentlichung: 1997                       |
| 1998 | Ihre großen Erfolge Laserlight 16173                                                                                 | — | — | — | Erstveröffentlichung: 19. Januar 1998            |
| 1998 | Ihre grossen Erfolge Delta Music 38015                                                                               | — | — | — | Erstveröffentlichung: 1998                       |
| 1998 | Greatest Hits Vol. 1 Electrola 4 93717 2                                                                             | DE56 (5 Wo.)DE | — | — | Erstveröffentlichung: 6. Februar 1998            |
| 1998 | The Best of Comedian Harmonists Madacy Entertainment MED-32.224                                                      | — | — | — | Erstveröffentlichung: 9. Februar 1998            |
| 1998 | Greatest Hits Vol. 2 Electrola LC 0193                                                                               | — | — | — | Erstveröffentlichung: 26. Februar 1998           |
| 1998 | Comedian Harmonists: Ihre großen Erfolge LaserLight Digital 16 173                                                   | — | — | — | Erstveröffentlichung: 15. Juni 1998              |
| 1998 | Mein kleiner grüner Kaktus: Die größten Erfolge Selected Sound Carrier 5546                                          | — | — | — | Erstveröffentlichung: 1999                       |
| 1999 | Comedian Harmonists Hannibal HNCD 1445                                                                               | — | — | — | Erstveröffentlichung: 1999                       |
| 1999 | Die grössten Erfolge • Folge 1 Selected Sound Carrier 929.2120-2                                                     | — | — | — | Erstveröffentlichung: 1999                       |
| 1999 | Die grössten Erfolge • Folge 2 Selected Sound Carrier 929.2121-2                                                     | — | — | — | Erstveröffentlichung: 1999                       |
| 1999 | Die grössten Erfolge • Folge 3 Selected Sound Carrier 929.2122-2                                                     | — | — | — | Erstveröffentlichung: 1999                       |
| 2000 | Millenium Collection Selected Sound Carrier 5980                                                                     | — | — | — | Erstveröffentlichung: 2000                       |
| 2000 | Comedian Harmonists 1 Foreign Media Music                                                                            | — | — | — | Erstveröffentlichung: 1. April 2000              |
| 2003 | Das Allerbeste Electrola 5 94421 0                                                                                   | — | — | — | Erstveröffentlichung: 26. September 2003         |
| 2003 | Das Beste vom Meister-Sextett Electrola 5 93622 2                                                                    | — | — | — | Erstveröffentlichung: 16. Oktober 2003           |
| 2003 | Complete Recordings 78rpmmusic 001                                                                                   | — | — | — | Erstveröffentlichung: 16. Oktober 2003           |
| 2003 | Die großen Erfolge 2 Foreign Media Music                                                                             | — | — | — | Erstveröffentlichung: 23. Oktober 2003           |
| 2003 | Das Beste der Comedy Harmonists Comedian Harmonists – Die Schönsten Volkslieder (Alternativtitel) Electrola LC 00193 | — | — | — | Erstveröffentlichung: 16. Oktober 2003           |
| 2003 | Comedian Harmonists LMM 2024002                                                                                      | — | — | — | Erstveröffentlichung: 2003                       |
| 2004 | Die großen Erfolge Documents 221793-205                                                                              | — | — | — | Erstveröffentlichung: 2004                       |
| 2004 | Ein Lied geht um die Welt Music Digital 13815                                                                        | — | — | — | Erstveröffentlichung: 1. April 2004              |
| 2004 | Nostalgiestars Flex Media Entertainment                                                                              | — | — | — | Erstveröffentlichung: 9. August 2004             |
| 2005 | Best Of Nostalgia NOS 3607                                                                                           | — | — | — | Erstveröffentlichung: 5. Juli 2005               |
| 2006 | The Essential Collection AVC 810                                                                                     | — | — | — | Erstveröffentlichung: 29. Mai 2006               |
| 2007 | The Comedian Harmonists Story Golden Stars                                                                           | — | — | — | Erstveröffentlichung: 1. Juni 2007               |
| 2008 | Schlager & Stars Electrola 5 19615 2                                                                                 | — | — | — | Erstveröffentlichung: 25. Januar 2008            |
| 2009 | Complete Recordings 1935–1939 78rpmmusic                                                                             | — | — | — | Erstveröffentlichung: 14. August 2009            |
| 2013 | Mein kleiner grüner Kaktus – 50 große Erfolge Spectre SPE 8061986                                                    | — | — | — | Erstveröffentlichung: 11. Januar 2013            |
| 2014 | Ich küsse ihre Hand, Madame Silver Star 1196-2 / ZYX 21110-1                                                         | — | — | — | Erstveröffentlichung: 11. April 2014             |

grau schraffiert: keine Chartdaten aus diesem Jahr verfügbar

### Soundtracks
| Jahr | Titel Musiklabel Katalog-Nr.                   | Höchstplatzierung, Gesamtwochen, AuszeichnungChartplatzierungen (Jahr, Titel, Musiklabel Katalog-Nr., Platzierungen, Wochen, Auszeichnungen, Anmerkungen) | Höchstplatzierung, Gesamtwochen, AuszeichnungChartplatzierungen (Jahr, Titel, Musiklabel Katalog-Nr., Platzierungen, Wochen, Auszeichnungen, Anmerkungen) | Höchstplatzierung, Gesamtwochen, AuszeichnungChartplatzierungen (Jahr, Titel, Musiklabel Katalog-Nr., Platzierungen, Wochen, Auszeichnungen, Anmerkungen) | Anmerkungen                            |
| Jahr | Titel Musiklabel Katalog-Nr.                   | DE | AT | CH | Anmerkungen                            |
| ---- | ---------------------------------------------- | --- | --- | --- | -------------------------------------- |
| 1997 | Comedian Harmonists Electrola 7243 4 93146 2 7 | DE4 (23 Wo.)DE | — | — | Erstveröffentlichung: 5. Dezember 1997 |

### EPs
| Jahr | Titel Musiklabel Katalog-Nr.                                                 | Anmerkungen                                             |
| ---- | ---------------------------------------------------------------------------- | ------------------------------------------------------- |
| 1935 | Virtuosi in Harmony HMV 7EG 8268                                             | Erstveröffentlichung: Januar 1935 als Comedy Harmonists |
| 1957 | Unvergessen – Unvergänglich: Die Comedian Harmonists Electrola 7 EGW 11-8341 | Erstveröffentlichung: 1957                              |
| 1957 | Unvergessen – Unvergänglich Electrola 7 EGW 11-8346                          | Erstveröffentlichung: 1957                              |
| 1958 | Unvergessen – Unvergänglich Folge 11 Electrola E 40 036                      | Erstveröffentlichung: 1958                              |
| 1965 | Les gars de la marine La Voix de son Maître EGF 838                          | Erstveröffentlichung: 1965                              |

## Singles

### Als Leadmusiker

Plattenlabel: Ein Freund, ein guter Freund

Plattenlabel: Veronika, der Lenz ist da!

Plattenlabel: Marie, Marie!

Plattenlabel: In einem kühlen Grunde

Plattenlabel: In der Bar zum Krokodil

| Jahr                  | A-Seite B-Seite Musiklabel Katalog-Nr. | Anmerkungen |
| --------------------- | --- | --- |
| 1928                  | Ich küsse Ihre Hand, Madame (M.: Ralph Erwin; T.: Fritz Rotter) Ich hab’ ein Zimmer, goldige Frau Odeon O-2585 | Erstveröffentlichung: 1928                                                                                              |
| 1928                  | Ein bißchen Seligkeit Ninon, du süße Frau Odeon O-2586 | Erstveröffentlichung: 1928                                                                                              |
| 1929                  | Hallo, hallo! hier Wien (Teil 1) Hallo, hallo! hier Wien (Teil 2) Odeon O-2809 | Erstveröffentlichung: Februar 1929                                                                                      |
| 1929                  | Bimbambulla Ich Hab' Eine Kleine Braune Mandoline Odeon O-11099 | Erstveröffentlichung: August 1929                                                                                       |
| 1929                  | Puppenhochzeit Musketier-Marsch Electrola E.G. 1647 | Erstveröffentlichung: November 1929                                                                                     |
| 1930                  | G’schichten aus dem Wienerwald Ich hol’ dir vom Himmel das Blau Gramophone E.H. 432 | Erstveröffentlichung: 1930                                                                                              |
| 1930                  | Hallo 1930 (Teil 1) Hallo 1930 (Teil 2) Electrola E.G. 1685 | Erstveröffentlichung: Januar 1930                                                                                       |
| 1930                  | Ich hab für dich ’nen Blumentopf bestellt (M.: Erwin Bootz; T.: Gerd Karlick) Wir sind von Kopf bis Fuß auf Liebe eingestellt (M.+T.: Friedrich Hollaender) Electrola E.G. 1911 | Erstveröffentlichung: Juni 1930                                                                                         |
| 1930                  | Ein Freund, ein guter Freund* (M.: Werner Richard Heymann; T.: Robert Gilbert) Liebling, mein Herz läßt dich grüßen (M.: Werner Richard Heymann; T.: Robert Gilbert; Arr.: Erwin Bootz) Electrola E.G. 2032                                                                                   | Erstveröffentlichung: September 1930 * Originalaufnahme: Willy Fritsch, Oskar Karlweis & Heinz Rühmann                  |
| 1930                  | Veronika, der Lenz ist da! (M.: Walter Jurmann; T.: Fritz Rotter) Wochenend und Sonnenschein* (M.: Milton Ager; T.: Jack Yellen; dt. T.: Amberg) Electrola E.G. 2033 | Erstveröffentlichung: September 1930 * Original: Leo Reisman & His Orchestra with Lou Levin – Happy Days Are Here Again |
| 1931                  | Heut’ fahr’ ich mit dir in die Natur Bei der Feuerwehr Electrola E.G. 2149 | Erstveröffentlichung: Dezember 1931                                                                                     |
| 1931                  | Marie, Marie! Hof-Serenade Electrola E.G. 2204 | Erstveröffentlichung: Februar 1931                                                                                      |
| 1931                  | Leichte Cavallerie Was schenkst du mir dann Electrola E.G. 2328 | Erstveröffentlichung: Juli 1931                                                                                         |
| 1931                  | Das ist die Liebe der Matrosen (M.: Werner Richard Heymann; T.: Robert Gilbert; Arr.: Harry Frommermann) (französische Version: Les gars de la marine) Wenn der Wind weht über das Meer Electrola E.G. 2382 (DE) / La Voix de son Maître K-6375 (FR)                                          | Erstveröffentlichung: September 1931                                                                                    |
| 1931                  | Hunderttausendmal (J. W. Green; Rebner; Stiner; Arr.: Frommermann) Mein lieber Schatz, bist du aus Spanien (M.: Enrique Santeugini; T.: Fritz Rotter) Electrola E.G. 2405 | Erstveröffentlichung: Oktober 1931                                                                                      |
| 1931                  | Hallo, was machst du heut, Daisy!* Ich hab’ dich lieb, braune Madonna (M.: W. Borchert; T.: Fritz Rotter) Electrola E.G. 2435 | Erstveröffentlichung: November 1931 * Original: Walter Donaldson – You’re Driving Me Crazy                              |
| 1932                  | In einem kühlen Grunde (M.: Friedrich Silcher; T.: Joseph von Eichendorff; Arr.: Erwin Bootz) Sah ein Knab’ ein Röslein steh’n Electrola E.G. 2483 | Erstveröffentlichung: Februar 1932                                                                                      |
| 1932                  | Hoppla, jetzt komm’ ich Es führt kein andrer Weg zur Seligkeit (M.: Werner Richard Heymann; T.: Robert Gilbert) Electrola E.G. 2516 | Erstveröffentlichung: 1932                                                                                              |
| 1932                  | Schöne Isabella aus Castilien (M.: Erwin Bootz; T.: Gerd Karlick) Der Onkel Bumba aus Kalumba tanzt nur Rumba* (M.: Hermann Hupfeld; OT.: A. Robinson; dt. T.: Fritz Rotter) Electrola E.G. 2554                                                                                              | Erstveröffentlichung: Juli 1932 * Originaltext: When Yuba plays the rumba on the tuba                                   |
| 1932                  | Heute nacht oder nie Auf Wiedersehn, My Dear (Al Hoffmann; Al Goodhart; Edward G. Nelson; Milton Ager; Charles Amberg) Electrola E.G. 2606 | Erstveröffentlichung: Juli 1932                                                                                         |
| 1932                  | Irgendwo auf der Welt* (M.: Werner Richard Heymann; T.: Robert Gilbert) Einmal schafft’s jeder Electrola E.G. 2607 | Erstveröffentlichung: September 1932 * Original: Werner Richard Heymann                                                 |
| 1932                  | Schlaf wohl, du Himmelsknabe* Stille Nacht, heilige Nacht Electrola E.G. 2613 / Gramophone JK 2097 | Erstveröffentlichung: Oktober 1932 * Original: Christian Friedrich Daniel Schubart                                      |
| 1932                  | Maskenball im Gänsestall (Karl M. May, Kurt Schwabach) Eins, zwei, drei, vier Electrola E.G. 2642 | Erstveröffentlichung: November 1932                                                                                     |
| 1933                  | Jetzt trinken wir noch eins (M.: Willy Rosen; T.: Kurt Schwabach) Die Dorfmusik (Fryberg; Donop; Kirsten) Disque Gramophone K-6879 | Erstveröffentlichung: 1933                                                                                              |
| 1933                  | Ali-Baba (M.: Ernesto Lecuona; T.: André Tabet) Creole Love Call* La Voix de son Maître K-7093 | Erstveröffentlichung: 1933 Original: Duke Ellington & His Orchestra                                                     |
| 1933                  | Ach, wie ist’s möglich dann Muß i denn, muß i denn zum Städtele hinaus* Electrola E.G. 2724 | Erstveröffentlichung: Februar 1933 * Original: Friedrich Silcher                                                        |
| 1933                  | Kleiner Mann, was nun? (T.+M.: Erwin Bootz) Was dein roter Mund im Frühling sagt Electrola E.G. 2830 | Erstveröffentlichung: Mai 1933                                                                                          |
| 1933                  | Ein Lied geht um die Welt* (M.: Hans May; T.: Ernst Neubach) Allein kann man nicht glücklich sein (Willy Engel-Berger) Electrola E.G. 2847 | Erstveröffentlichung: September 1933 * Original: Hans May                                                               |
| 1933                  | Ohne Dich (Stürmisches Wetter) (M.: Harold Arlen; T.: Reinhardt) Tag und Nacht* Electrola E.G. 2848 | Erstveröffentlichung: September 1933 * Original: Fred Astaire & Claire Luce – Night and Day                             |
| 1933                  | Creole Love Call* (M.: Duke Ellington; Arr.: Harry Frommermann) Night and Day** HMV B.8023 | Erstveröffentlichung: Oktober 1933 * Original: Duke Ellington & His Orchestra ** Original: Fred Astaire & Claire Luce   |
| 1933                  | Guter Mond, du gehst so stille (M.: Karl Enslin; Arr.: Harry Frommermann) Schlafe, mein Prinzchen, schlaf ein* HMV / B.8198 | Erstveröffentlichung: 1933 * Original: Johann Friedrich Anton Fleischmann & Friedrich Wilhelm Gotter                    |
| 1933                  | Die Liebe kommt, die Liebe geht (Liebesleid) Menuett (M.: Luigi Boccherini; Arr.: Harry Frommermann) Gramophone EG 2856 | Erstveröffentlichung: Oktober 1933                                                                                      |
| 1933                  | An der schönen blauen Donau (M.: Johann Strauss; T.: Gerneth; Arr.: Erwin Bootz) Perpetuum Mobile (M.: Johann Strauss; Arr.: Erwin Bootz) Electrola E.G. 2870 | Erstveröffentlichung: Oktober 1933                                                                                      |
| 1933                  | Ein neuer Frühling wird in die Heimat kommen (Willy Engel-Berger; Will Meisel; P. Schaeffers) Eine kleine Frühlingsweise (M.: Antonín Dvořák; T.: Hans Lengsfelder, Nany Intrator; Arr.: Harry Frommermann) Electrola E.G. 2874                                                               | Erstveröffentlichung: Oktober 1933                                                                                      |
| 1933                  | Das Wirtshaus an der Lahn So ein Kuß kommt von allein (Franz Grothe) Electrola E.G. 2875 | Erstveröffentlichung: November 1933                                                                                     |
| 1934                  | Avec les pompiers Amusez-vous La Voix de son Maître K-7341 | Erstveröffentlichung: 1934                                                                                              |
| 1934                  | Spanische Moritat Kannst du pfeifen, Johanna? (Hans Joachim Bach; Sten Axelson) Gramophone E.G. 3032 | Erstveröffentlichung: Mai 1934                                                                                          |
| 1934                  | Der alte Cowboy (M.: Billy Hill; dt. T.: Ewald Walter) Mein Herz ruft immer nur nach dir (M.: Robert Stolz; T.: Ernst Marischka) Electrola E.G. 3038 | Erstveröffentlichung: Mai 1934                                                                                          |
| 1934                  | Komm im Traum Das alte Spinnrad Electrola E.G. 3047 | Erstveröffentlichung: Mai 1934                                                                                          |
| 1934                  | Wenn die Sonja russisch tanzt (M.: Edmund Kötscher, Erich Plessow; T.: Gerd Karlick) Ein bisschen Leichtsinn kann nicht schaden (M.: Friedrich Wilhelm Rust) Gramophone E.G. 3110 | Erstveröffentlichung: September 1934                                                                                    |
| 1934                  | In der Bar zum Krokodil (M.: Willy Engel-Berger; T.: Walter Fitz, Fritz Löhner-Beda) Wie wär’s mit Lissabon (M.: Werner Bochmann; T.: Erwin Lehnow) Electrola E.G. 3117 | Erstveröffentlichung: September 1934                                                                                    |
| 1934                  | Mein kleiner grüner Kaktus (M.: Bert Reisfeld, Albrecht Marcuse; T.: Louis Poterat, A. Chevrier, André Leroy; dt. T. Bert Reisfeld (als Hans Herda); Arr.: Harry Frommermann) Lebewohl, gute Reise (M.: Rolf Marbot, Bert Reisfeld; T.: Louis Poterat; Arr.: Erwin Bootz) Electrola E.G. 3204 | Erstveröffentlichung: Dezember 1934                                                                                     |
| 1934                  | Gitarren spielt auf (M.: Ludwig Schmidseder; T.: Ralph Maria Siegel) Schöne Lisa (M.: Fred Raymond; T.: Günther Schwenn) Electrola E.G. 3224 | Erstveröffentlichung: Dezember 1934                                                                                     |
| 1935                  | Hein spielt abends so schön auf dem Schifferklavier (Richartz; Kirsten) Holzhackerlied (Giuseppe Becce; Hedy Knorr) Gramophone E.G. 3274 | Erstveröffentlichung: 1935                                                                                              |
| 1935                  | Am Brunnen vor dem Tore (M.: Franz Schubert; T.: Wilhelm Müller) Morgen muss ich fort von hier (Volkslied) Gramophone E.G. 3282 | Erstveröffentlichung: 1935                                                                                              |
| 1935                  | Ungarischer Tanz Nr. 5 (M.: Johannes Brahms; T.: Erich Collin) Barcarole aus Hoffmanns Erzählungen (M.: Jacques Offenbach; dt. T.: Julius Hopp; Arr.: Erwin Bootz) Gramophone E.G. 3303 | Erstveröffentlichung: 1935                                                                                              |
| als Meistersextett    | | |
| 1936                  | Sie trägt ein kleines Jäckchen in blau Regentropfen Gramophone S.A.B. 6004 | Erstveröffentlichung: 1936                                                                                              |
| 1936                  | In Mexiko Ich wollt’ ich wär ein Huhn Electrola E.G. 3723 | Erstveröffentlichung: September 1936                                                                                    |
| 1937                  | Ich sing mein Lied heut’ nur für dich Drun’t in der Lobau Electrola E.G. 3768 | Erstveröffentlichung: 1937                                                                                              |
| 1938                  | Ach, wie ist’s möglich dann Guter Mond, du gehst so stille Gramophone S.A.B. 194 | Erstveröffentlichung: 1938                                                                                              |
| 1938                  | Amapola Donkey-Serenade Gramophone JK 2470 | Erstveröffentlichung: November 1938                                                                                     |
| als Comedy Harmonists | | |
| 1936                  | The Barber of Seville – Overture Part I (Rossini) The Barber of Seville – Overture Part II (Rossini) Gramophone X.4758 | Erstveröffentlichung: 1936                                                                                              |
| 1938                  | Dwarfs’ Yodel Song Ti-pi-tin* HMV / B.8850 | Erstveröffentlichung: Dezember 1938 * Original: Guy Lombardo & His Royal Canadians                                      |

### Als Gastmusiker
| Jahr | A-Seite B-Seite Musiklabel Katalog-Nr.                                           | Anmerkungen                                                                |
| ---- | -------------------------------------------------------------------------------- | -------------------------------------------------------------------------- |
| 1932 | Schlaf’ mein Liebling* Spiel’ mir ein Lied aus meiner Heimat Electrola E.G. 2484 | Erstveröffentlichung: Februar 1932 * Marek Weber feat. Comedian Harmonists |

## Videoalben
| Jahr | Titel Musiklabel                 | Anmerkungen                            |
| ---- | -------------------------------- | -------------------------------------- |
| 2004 | Sechs Lebensläufe Studio Hamburg | Erstveröffentlichung: 20. Februar 2004 |

## Sonderveröffentlichungen
| Jahr | Titel Musiklabel Katalog-Nr.              | Anmerkungen                                                              |
| ---- | ----------------------------------------- | ------------------------------------------------------------------------ |
| 1932 | Schlaf’ mein Liebling Electrola E.G. 2484 | Erstveröffentlichung: Februar 1932 Marek Weber feat. Comedian Harmonists |

| Jahr | Titel Soundtrack zu                                                    | Anmerkungen                                                                                                 |
| ---- | ---------------------------------------------------------------------- | --- |
| 1931 | Bißchen dies und bißchen das Ihre Hoheit befiehlt                      | Erstveröffentlichung: 1931                                                                                  |
| 1931 | Marie, Marie Gassenhauer                                               | Erstveröffentlichung: 1931                                                                                  |
| 1931 | Wenn der Wind weht über das Meer Bomben auf Monte Carlo                | Erstveröffentlichung: 1931                                                                                  |
| 1932 | Hoppla, jetzt komm’ ich Der Sieger                                     | Erstveröffentlichung: 1932                                                                                  |
| 1935 | Hein spielt abends so schön auf dem Schifferklavier Der verlorene Sohn | Erstveröffentlichung: 1935                                                                                  |
| 1975 | Mein kleiner grüner Kaktus Otto – Das 3. Programm                      | Erstveröffentlichung: 1975                                                                                  |
| 1976 | So ein Kuss kommt von allein Loriot                                    | Erstveröffentlichung: 1976                                                                                  |
| 1985 | Mein kleiner grüner Kaktus Otto – Der Film                             | Erstveröffentlichung: 1985                                                                                  |
| 1992 | Gitarren spielt auf Tohuwabohu                                         | Erstveröffentlichung: 1992                                                                                  |
| 1993 | Happy Days Are Here Again Ein Concierge zum Verlieben                  | Erstveröffentlichung: 1993 Originalaufnahme: Leo Reisman & His Orchestra with Lou Levin                     |
| 1994 | Ich hab’ für dich ’nen Blumentopf bestellt Tohuwabohu                  | Erstveröffentlichung: 1994                                                                                  |
| 2000 | Wochenend und Sonnenschein Lindenstraße                                | Erstveröffentlichung: 2000 Original: Leo Reisman & His Orchestra with Lou Levin – Happy Days Are Here Again |
| 2001 | Night and Day Crossing Jordan – Pathologin mit Profil                  | Erstveröffentlichung: 2001 Original: Fred Astaire & Claire Luce                                             |
| 2004 | Mein kleiner grüner Kaktus Gilmore Girls                               | Erstveröffentlichung: 2004                                                                                  |
| 2013 | Tag und Nacht Defiance                                                 | Erstveröffentlichung: 2013 Original: Fred Astaire & Claire Luce – Night and Day                             |
| 2014 | Heut’ Nacht hab’ ich geträumt von dir American Horror Story            | Erstveröffentlichung: 2014                                                                                  |

## Promoveröffentlichungen
| Jahr | Titel Musiklabel Katalog-Nr.                                    | Anmerkungen                                                         |
| ---- | --------------------------------------------------------------- | ------------------------------------------------------------------- |
| 1931 | Ein Paradies am Meeresstrand / Blume von Hawaii Gramophone 2381 | Erstveröffentlichung: September 1931 Leo Moll / Comedian Harmonists |

## Boxsets
| Jahr | Titel Musiklabel Katalog-Nr.                               | Anmerkungen                                      |
| ---- | ---------------------------------------------------------- | ------------------------------------------------ |
| 1997 | Die großen Erfolge auf Electrola Electrola                 | Erstveröffentlichung: 1997 5-CD-Box              |
| 1999 | Ihre grössten Erfolge Selected Sound Carrier 7619929285424 | Erstveröffentlichung: 1999 3-CD-Box              |
| 2001 | First Boygroup Ever Trilogie 205906                        | Erstveröffentlichung: 2001 3-CD-Box              |
| 2003 | Wochenend’ und Sonnenschein Documents 221461               | Erstveröffentlichung: 2003 4-CD-Box              |
| 2004 | Comedian Harmonists ZYX Music BOX 7772-2                   | Erstveröffentlichung: 2004 3-CD-Box              |
| 2004 | Golden Greats Disky MP 901641                              | Erstveröffentlichung: 19. Januar 2004 3-CD-Box   |
| 2004 | The International Collection Membran International         | Erstveröffentlichung: 20. Dezember 2004 4-CD-Box |
| 2009 | Mein kleiner grüner Kaktus Membran 232935                  | Erstveröffentlichung: 12. März 2009 4-CD-Box     |

## Statistik
Chartauswertung
|                     | DE    | AT    | CH    |
| ------------------- | ----- | ----- | ----- |
| Nummer-eins-Alben   | DE—DE | AT—AT | CH—CH |
| Top-10-Alben        | DE1DE | AT—AT | CH—CH |
| Alben in den Charts | DE2DE | AT—AT | CH—CH |